# 宇井純
宇井 純（うい じゅん、1932年（昭和7年）6月25日 - 2006年（平成18年）11月11日）は、日本の環境学者・公害問題研究家。専門は下水道。畜産排水技術の研究開発で実績がある。沖縄大学名誉教授。富田八郎のペンネームで水俣病を告発し、新潟水俣病訴訟や公開自主講座「公害原論」でも活躍した。
東京大学で21年間助手を務めた後、沖縄大学教授、地域研究所初代所長、特任教授を歴任。UNEPグローバル500賞、アジア太平洋環境賞等を受賞。

## 生涯

### 水俣病に出会うまで
東京都新宿区出身。大日本帝国陸軍少将の小嶋時久は祖父。「純」の名前は6月（June）生まれに由来する。2歳の時、父が茨城県の女学校に就職したため東京を離れ、以後、父の転勤に従って引っ越しを繰り返した。すでに、この2歳ごろから新聞を読み、神童といわれた。太平洋戦争中、両親の郷里である栃木県壬生町へ疎開し、敗戦後はそこで開拓団生活を送った。栃木県立栃木高等学校卒業。
1956年3月、東京大学工学部応用化学科卒業。同年、日本ゼオンに就職。同社勤務時代、高岡工場の塩化ビニールの製造工程で使用した水銀を夜中に川に流す経験をする。
1959年7月22日、熊本大学水俣病研究班が「水俣病の原因は有機水銀であることがほぼ確定的になった」と発表。この発表に強い衝撃を受ける。同年、日本ゼオンを退職。
1960年3月30日、新日本窒素肥料（現・チッソ）水俣工場を訪問。事件解明を決意。同年4月、東京大学大学院応用化学専攻修士課程に入学。
1962年8月11日、宇井は、アマチュアの写真家の桑原史成を誘い、水俣工場附属病院の医師小嶋照和に取材。小嶋が中座した際に書類を接写レンズで桑原に撮影させた。それは「ネコ400号」実験の結果に基づき、酢酸工程の水銀廃液を濃度別に多数のネコに与え、水俣病になるまでの日数の違いまでも確認した追試の記録だった。
1963年3月、現代技術史研究会の『技術史研究』に富田八郎（とんだやろう）のペンネームで「水俣病」の連載を開始。連載は1967年8月の第38号まで13回にわたった。
1964年3月1日、宇井と桑原は、郷里の愛媛県大洲市に引退した水俣工場附属病院長の細川一を訪問。チッソに奉職してきた細川を困らせる気は二人にはなかった。宇井は言った。「私たちが実験データを一方的に述べますから、細川先生は黙ったままで結構です。私たちが間違っていたら『違う』とだけ言ってくださいませんか」。
二人を自宅に泊めた細川が「ネコ400号」の実験を口にしたのは翌朝だった。追試実験が終わった時点より2年も前に会社が発病を知っていたことが明かされた。
同年11月、合成化学産業労働組合の機関誌『月刊合化』に富田八郎のペンネームで「水俣病」の連載を開始。この記事も13回にわたった。

### 東京大学助手
1965年に新設の都市工学科衛生工学コース助手（実験担当）となる。専門は下水道。助手就任の1965年に新潟水俣病が発生し、実名での水俣病告発を開始したため東大での出世の道は閉ざされ、「万年助手」に据え置かれた。従来の科学技術者の多くが公害企業や行政側に立った「御用学者」の活動をしてきたと批判し、公害被害者の立場に立った視点を提唱し、新潟水俣病の民事訴訟では弁護補佐人として水俣病の解明に尽力するなどの活動を展開した。
1968年8月27日、朝日新聞が宇井の報告とインタビューを元にして「ネコ400号」実験と追試記録の事実をスクープ。
1968年から1969年にかけ、東大闘争の最も激しかった時期にはWHO研究員としてヨーロッパに留学していた。この間、オランダ国立衛生工学研究所において、パスフィーア老師から酸化溝による排水処理技術を学ぶ。
帰国した1970年より、公害の研究・調査結果を市民に直接伝え、また全国の公害問題の報告を現場から聞く場として公開自主講座「公害原論」を東京大学工学部82番教室にて夜間に開講。以後15年にわたって講座を続け、公害問題に関する住民運動などに強い影響を与えた。
1972年6月、スウェーデンのストックホルムで開催された「国際連合人間環境会議」に医師の原田正純、水俣病患者の濱元二徳、坂本フジエ、坂本しのぶらと出席。水俣病の存在はニュースなどにより世界に広まり、これがきっかけとなって各国は水銀の調査を始めた。
1974年の第10回参議院議員通常選挙に三里塚闘争の指導者である戸村一作が出馬すると、小田実・浅田光輝らとともに「三里塚闘争と戸村一作氏に連帯する会」を発足させた。
1979年に行われた東京都知事選挙では、社会党・共産党推薦の太田薫を支援した。

### 沖縄大学教授
沖縄国際大学教授となっていた玉野井芳郎の呼び掛けに応じて、1986年、21年間にわたった東大助手の職を辞し、沖縄大学法経学部教授に就任。沖縄の環境問題をはじめとして世界的な環境問題に取り組むとともに、公害論の授業（月曜日2コマ及び6コマ）を担当した。新石垣空港の反対運動や、ベトナムの産業公害調査やニカラグア共和国レオン市の下水道調査も行っている。晩年は畜産排水の研究に従事し、沖縄における牛や豚の排水処理で一定の成果を収めた。
また、沖縄サミット直前の国際環境NGOフォーラム開催に尽力した。

### 沖縄大学名誉教授
2003年、沖縄大学を退職し名誉教授の称号を授与された。「九条の会」傘下の「九条科学者の会」呼びかけ人にも名を連ねている。
2006年11月11日、胸部大動脈瘤（りゅう）破裂のため、東京都港区の病院で死去した。死後、日本ボランティア学会や現代技術史研究会の会誌で追悼特集が組まれた。74歳没。

## 人物
自主公開講座や水俣病、大学批判等が有名だが、宇井は自身を技術者であると強調した。公害問題の文献調査から、技術者の歴史観の重要性を指摘している。
妻は書道家の宇井紀子、長女は環境コンサルタントの佐田美香。弟倬二は東京工業高等専門学校の化学の教師で、細野秀雄の恩師。宇井兄弟二人で細野を育てる。

## 略歴
- 1951年 - 栃木県立栃木高等学校卒業
- 1956年 - 東京大学工学部応用化学科卒業、日本ゼオン勤務（1959年4月退職）
- 1960年 - 東京大学大学院工学系研究科応用化学専攻修士課程入学
- 1962年 - 同 修了、同大学院]木工学専攻博士後期課程入学
- 1965年 - 同 単位取得満期退学、同大学都市工学科（衛生工学コース）助手（実験担当）
- 1968年 - WHO（世界保健機構）上級研究員としてヨーロッパ留学（1969年まで）
- 1982年 - フルブライト研究員[36]
- 1986年 - 沖縄大学教養科教授
- 1998年 - 沖縄大学定年、特任教授
- 2003年 - 沖縄大学退職、同大学名誉教授

## 受賞歴
- 1970年 - フィンランド自然保護協会特別大賞[36]
- 1973年 - 毎日出版文化賞（公害原論講義録の出版に関して）
- 1980年 - スモン基金奨励賞
- 1991年 - 国連環境計画(UNEP)「グローバル500賞」
- 2002年 - 第1回アジア太平洋環境賞

## 主要著書

### 単著
- 『公害の政治学－水俣病を追って』三省堂〈三省堂新書〉、1968年。ASIN B000JA5G3C。
- 富田八郎『水俣病 水俣病研究会資料』水俣病を告発する会、1969年。
- 『公害原論』亜紀書房、1971年。
- 『新装版 合本 公害原論』亜紀書房、2006年12月1日。ISBN 978-4750506180。
- 『公害列島70年代』亜紀書房、1972年
- 『キミよ歩いて考えろ ―ぼくの学問ができるまで』ポプラ社〈ポプラ・ノンフィクションBOOKS (2-22)〉、1997年4月。ISBN 978-4591032978。
- 『谷中村から水俣・三里塚へ ―エコロジーの源流』社会評論社、1991年2月。ISBN 978-4784531240。
- 『日本の水はよみがえるか ―水と生命の危機 市民のための「環境原論」』日本放送出版協会〈NHKライブラリー〉、1996年6月。ISBN 978-4140840368。
- 『沖縄型・回分式酸化溝のすすめ』沖縄環境ネットワーク、2004年1月17日。
- 『沖縄における維持可能な水循環の取り組み』沖縄環境ネットワーク、2006年5月25日。

### 共著
- 宇井純、生越忠『大学解体論』亜紀書房、1975年。ASIN B000J9L52O。
- 石牟礼道子 編『水俣病闘争 ―わが死民』現代評論社、1972年4月。ASIN B000J9P2E6。
  - 石牟礼道子 編『水俣病闘争－わが死民』創土社〈復刻・シリーズ1960/70年代の住民運動〉、2005年11月。ISBN 978-4789300445。
- 宇井純 編著『自主講座「公害原論」の15年』2007年5月9日。ISBN 978-4-7505-0702-6。

### セレクション
- 宇井純 著、藤林, 泰、宮内, 泰介、友澤, 悠季 編『原点としての水俣病』新泉社〈宇井純セレクション1〉、2014年7月。ISBN 978-4-7877-1401-5。
- 宇井純 著、藤林泰、宮内泰介、友澤悠季 編『公害に第三者はない』新泉社〈宇井純セレクション2〉、2014年7月。ISBN 978-4-7877-1402-2。
- 宇井純 著、藤林泰、宮内泰介、友澤悠季 編『加害者からの出発』新泉社〈宇井純セレクション3〉、2014年7月。ISBN 978-4-7877-1403-9。